# Was frag ich nach der Welt, BWV 94

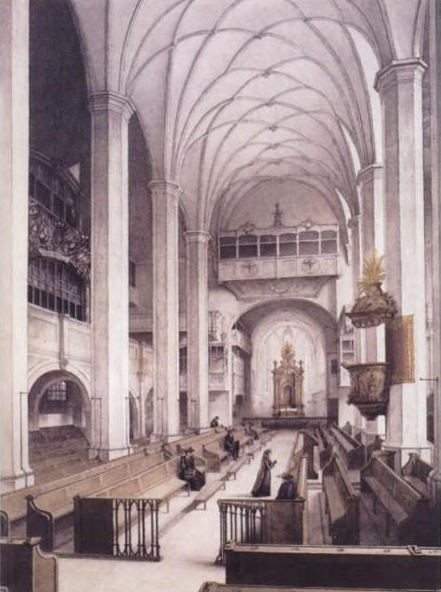
Thomaskirche, Leipzig.

Was frag ich nach der Welt, BWV 94 (Qué me importa el mundo) es una cantata de iglesia escrita por Johann Sebastian Bach en Leipzig para el noveno domingo después de la Trinidad y estrenada el 6 de agosto de 1724. Está basada en el himno "Was frag ich nach der Welt" escrito por Balthasar Kindermann en 1664 sobre una melodía de Ahasverus Fritsch.

## Historia
Bach compuso esta obra durante su segundo año como Thomaskantor en Leipzig para el noveno domingo después de la Trinidad. Forma parte de su segundo ciclo anual de cantatas corales, que había empezado con O Ewigkeit, du Donnerwort, BWV 20 el primer domingo después de la Trinidad de 1724. La primera interpretación de esta cantata tuvo lugar el 6 de agosto de 1724.

## Análisis

### Texto
Las lecturas establecidas para ese día eran de la primera epístola a los corintios, una advertencia sobre los falsos dioses y consolación en la tentación (1 Corintios 10:6-13), y del evangelio según San Lucas, parábola del mayordomo infiel (Lucas 16:1-9).
La cantata está basada en el coral en ocho estrofas Was frag ich nach der Welt escrito por Balthasar Kindermann en 1664 sobre una melodía de Ahasverus Fritsch. Un poeta desconocido transformó el coral en un texto de cantata. Para ello mantuvo las estrofas 1, 3, 5, 7 y 8, extendiendo la 3 y la 5 mediante recitativos insertados; y reescribió las estrofas 2, 4 y 6 como arias. El texto de la cantata solamente está conectado de forma general con las lecturas, haciendo referencia a la declaración del evangelio "porque los hijos de este siglo son en su generación más sagaces que los hijos de la luz". El poeta expresa apartándose del mundo transitorio a Jesús.

### Instrumentación
La obra está escrita para cuatro voces solistas (soprano, alto, tenor y bajo), un coro  a cuatro voces; flauto traverso, dos oboes, dos violines, viola, órgano y bajo continuo.

### Estructura
Consta de ocho movimientos.
1. Coral: Was frag ich nach der Welt
2. Aria (bajo): Die Welt ist wie ein Rauch und Schatten
3. Recitativo & Coral (tenor): Die Welt sucht Ehr und Ruhm
4. Aria (alto): Betörte Welt, betörte Welt!
5. Recitativo & Coral (bajo): Die Welt bekümmert sich
6. Aria (tenor): Die Welt kann ihre Lust und Freud
7. Aria (soprano): Es halt es mit der blinden Welt
8. Coral: Was frag ich nach der Welt!

El coro de apertura está dominado por el flauto traverso concertante en figuraciones que son una reminiscencia de un concierto para flauta. Bach escribió una virtuosística música para flauta aquí por primera vez en una cantata para Leipzig. Probablemente debió tener un flautista excelente a su disposición. Al parecer escribió también para este mismo instrumentista en Herr Christ, der einge Gottessohn, BWV 96. Dos temas del ritornello inicial de doce compases, uno para flauta y el otro para cuerda y oboes, se derivan de la melodía del himno "O Gott, du frommer Gott" de 1648. El coral es cantado por la soprano. La animada música en re mayor parece representar más el "mundo" que su negación.
El aria para bajo con continuo compara el mundo con "la niebla y la sombra". Los motivos descendentes ilustran la desaparición, la caída y la ruptura, mientras que las notas largas mantenidas representan la estabilidad ("besteht").
En el tercer movimiento el tenor canta el coral con una rica ornamentación, el acompañamiento de dos oboes y continuo es similar al de una pieza posterior, Er ist auf Erden kommen arm que pertenece al número siete de la primera parte del Oratorio de Navidad.
El aria para alto, que califica al mundo como un "engaño y falso brillo", está dominada de nuevo por la flauta. Las arias para tenor y soprano están arregladas en ritmos de danza, pastorale y bourrée; y describen el "mundo" en lugar del desagrado que el mismo pueda provocar.
El coral de cierre es un arreglo a cuatro voces de las dos últimas estrofas del coral.

## Discografía selecta
De esta pieza se han realizado una serie de grabaciones entre las que destacan las siguientes.
- 1974 – Die Bach Kantate Vol. 46. Helmuth Rilling, Gächinger Kantorei, Bach-Collegium Stuttgart, Helen Donath, Else Paaske, Aldo Baldin, Wolfgang Schöne (Hänssler)
- 1979 – J.S. Bach: Das Kantatenwerk Vol. 5. Nikolaus Harnoncourt, Tölzer Knabenchor, Concentus Musicus Wien, Paul Esswood, Kurt Equiluz, Philippe Huttenlocher (Teldec)
- 1999 – J.S. Bach: Complete Cantatas Vol. 11. Ton Koopman, Amsterdam Baroque Orchestra & Choir, Sibylla Rubens, Annette Markert, Christoph Prégardien, Klaus Mertens (Antoine Marchand)
- 1999 – J.S. Bach: Cantatas BWV 9, 94 & 187. Sigiswald Kuijken, La Petite Bande, Midori Suzuki, Magdalena Kožená, Knut Schoch, Jan van der Crabben (Deutsche Harmonia Mundi)
- 1999 – Bach Edition Vol. 11: Cantatas Vol. 5. Pieter Jan Leusink, Holland Boys Choir, Netherlands Bach Collegium, Marjon Strijk, Sytse Buwalda, Nico van der Meel, Bas Ramselaar (Brilliant Classics)
- 2000 – J.S. Bach: Cantatas Trinity Cantatas I. John Eliot Gardiner, Monteverdi Choir, English Baroque Soloists, Katharine Fuge, Daniel Taylor, James Gilchrist (Archiv Produktion)
- 2002 – J.S. Bach: Cantatas Vol. 11 BWV 7, 20, 94. Masaaki Suzuki, Bach Collegium Japan, Yukari Nonoshita, Robin Blaze, Jan Kobow, Peter Kooy (BIS)[10][11]